# Bronsvleugelrenvogel
De bronsvleugelrenvogel (Rhinoptilus chalcopterus) is een vogel uit de familie Glareolidae (renvogels en vorkstaartplevieren).

## Verspreiding en leefgebied
Deze soort komt wijdverspreid voor in Afrika bezuiden de Sahara.